# Kulhudhuffushi
Kulhudhuffushi är en ö i Maldiverna.  Den ligger i den norra delen av landet, 275 km norr om huvudstaden Malé. Geografiskt är den en del av Thiladhunmathi atoll och tillhör administrativt Haa Dhaalu. Det är den administrativa centralorten i Haa Dhaalu. Ön har sedan 2019 en flygplats för inrikesflyg.